# Kwantung-moerasschildpad
De kwantung-moerasschildpad (Mauremys nigricans) is een schildpad uit de familie Geoemydidae.

## Naamgeving
De schildpad wordt ook wel Chinese roodkeelschildpad of kwantungrivierschildpad genoemd.
De soort werd voor het eerst wetenschappelijk beschreven door John Edward Gray in 1834. Oorspronkelijk werd de naam Emys nigricans gebruikt. Later werd de schildpad bij andere geslachten ingedeeld en veranderde de wetenschappelijke naam. In het verleden behoorde de soort onder andere tot de geslachten Emys en Clemmys. Dergelijke namen worden synoniemen genoemd; enkele voorbeelden zijn Clemmys nigricans, Damonia nigricans en Chinemys nigricans.
De geslachtsnaam Mauremys is een samentrekking van emys (schildpad) en Mauritanië, een van de landen waar de schildpadden uit dit geslacht voorkomen. De Kwantung-moerasschildpad komt hier overigens niet voor. De soortaanduiding nigricans betekent 'zwartachtig'.

## Uiterlijke kenmerken
De schildpad bereikt een schildlengte tot 20 centimeter en komt voor in delen van Azië. 
Deze schildpad heeft zoals alle Mauremys-soorten een niet erg gestroomlijnd, wat langwerpig en iets koepelvormig schild, heel jonge exemplaren hebben een platter schild en een roze tot knalrode buik. De schildkleur is bruin, heel oude dieren hebben vaak zowel een zwarte rug- als buikkleur. Juvenielen hebben afstekende rode lichtere lijnen onder schildrand. De nek en poten zijn vrij lang en de kop is relatief groot, ook bij oudere dieren. De maximale schildlengte is 20 centimeter, en de soort lijkt enigszins op de Chinese driekielschildpad (Chinemys reevesii), maar heeft minder duidelijke kielen op het schild. Een aantal exemplaren, maar zeker niet allemaal, heeft een kenmerkende rode keel, waardoor de soort in andere talen roodkeelschildpad wordt genoemd.

## Voedsel
Net zoals veel andere schildpadden verandert het menu naarmate de dieren ouder worden. De snelgroeiende juvenielen eten voornamelijk insecten, wormen en andere ongewervelden, later wat grotere prooien als kleine visjes en amfibieën. Oudere exemplaren gaan echter steeds meer plantaardig voedsel eten en eenmaal volwassen maakt vlees nog maar een klein deel van het menu uit.

## Algemeen
De kwantung-moerasschildpad is een aquatische soort die veel in het water te vinden is, maar het is niet bepaald een goede zwemmer die het in heel diep water niet lang uithoudt. De schildpad komt wel aan land om te zonnen maar blijft bij de waterkant om er snel in te duiken bij gevaar. Het verspreidingsgebied omvat delen van Azië en de schildpad leeft een groot deel van zuidelijk China, Hainan, Taiwan en noordelijk Vietnam. Het is een van de soorten die door de Chinese bevolking op grote schaal wordt gevangen en opgegeten, wat de schildpad geen goed heeft gedaan.